# Pyhrn Autobahn
Autostrada A9 – autostrada w Austrii o długości 230 km w ciągu tras europejskich E57 i E59. Autostrada łączy Linz i Graz ze Słowenią.